# 三和町 (愛西市)
三和町（みつわちょう）は、愛知県愛西市の地名。

## 地理
旧立田村中央西端部に位置する。東は小茂井町、西は木曽川、南は小茂井町、北は後江町・石田町に接する。

### 学区
- 高等学校 - 尾張学区
- 中学校 - 愛西市立立田中学校[WEB 5]
- 小学校 - 愛西市立立田南部小学校[WEB 5]

## 歴史

### 町名の由来
北条村・田尻村・大成村（内大成村・外大成村）の3か村が合併したことによる。

### 沿革
- 1878年（明治11年） - 海西郡北条村・田尻村・内大成村・外大成村の合併により、同郡三ツ和村として成立[2]。
- 1889年（明治22年） - 合併に伴い、立和村大字三和となる[2]。
- 1897年（明治30年） - 木曽三川分流工事により、外大成が全水没、田尻・内大成・北条の各集落も西半分がそれぞれ水没することとなり、住民は神野新田・安城ヶ原・名古屋市にそれぞれ移住[2]。
- 1906年（明治39年） - 合併に伴い、立田村大字三和となる[2]。
- 2005年（平成17年） - 合併に伴い、愛西市三和町となる。

## 世帯数と人口

### 人口の変遷
国勢調査による人口の推移。
| 1995年（平成7年）  | 249人 |  |  |
| 2000年（平成12年） | 229人 |  |  |
| 2005年（平成17年） | 211人 |  |  |
| 2010年（平成22年） | 203人 |  |  |
| 2015年（平成27年） | 180人 |  |  |

### 世帯数の変遷
国勢調査による世帯数の推移。
| 1995年（平成7年）  | 52世帯 |  |  |
| 2000年（平成12年） | 54世帯 |  |  |
| 2005年（平成17年） | 52世帯 |  |  |
| 2010年（平成22年） | 51世帯 |  |  |
| 2015年（平成27年） | 49世帯 |  |  |

## 施設
- 真宗大谷派安泉寺[1]
- 薬師堂[1]
- 大明寺[1]
- 神明社[1]

### WEB
1. ↑  “愛知県愛西市の町丁・字一覧”.   人口統計ラボ. 2021年8月9日閲覧。
2. ↑  総務省統計局 (2017年1月27日). “平成27年国勢調査の調査結果(e-Stat) - 男女別人口及び世帯数 －町丁・字等” (CSV). 2021年7月21日閲覧。
3. ↑  “愛知県愛西市の郵便番号一覧”.   日本郵便. 2022年1月3日閲覧。
4. ↑  “市外局番の一覧” (PDF).   総務省. 2022年1月3日閲覧。
5. 1 2  愛西市役所 教育委員会 学校教育課. “小・中学校”.   愛西市. 2021年8月9日閲覧。
6. ↑  “三和【みつわ】”. 角川日本地名大辞典 オンライン版. 2023年3月10日閲覧。
7. 1 2  総務省統計局 (2014年3月28日). “平成7年国勢調査の調査結果(e-Stat) - 男女別人口及び世帯数 －町丁・字等” (CSV). 2021年7月20日閲覧。
8. 1 2  総務省統計局 (2014年5月30日). “平成12年国勢調査の調査結果(e-Stat) - 男女別人口及び世帯数 －町丁・字等” (CSV). 2021年7月20日閲覧。
9. 1 2  総務省統計局 (2014年6月27日). “平成17年国勢調査の調査結果(e-Stat) - 男女別人口及び世帯数 －町丁・字等” (CSV). 2021年7月21日閲覧。
10. 1 2  総務省統計局 (2012年1月20日). “平成22年国勢調査の調査結果(e-Stat) - 男女別人口及び世帯数 －町丁・字等” (CSV). 2021年7月21日閲覧。
11. 1 2  総務省統計局 (2017年1月27日). “平成27年国勢調査の調査結果(e-Stat) - 男女別人口及び世帯数 －町丁・字等” (CSV). 2021年7月21日閲覧。

### 書籍
1. 1 2 3 4 5 6  「角川日本地名大辞典」編纂委員会 1989, p. 1885.
2. 1 2 3 4 5  「角川日本地名大辞典」編纂委員会 1989, p. 1279.